# НПЦ газотурбостроения «Салют»
«Салют» (Производственный комплекс «Салют» АО «ОДК» Ростеха) — российское авиадвигателестроительное предприятие, расположенное в Москве, в районе Соколиная Гора. Завод «Салют» — одно из крупнейших предприятий России по производству реактивных авиационных двигателей. Это предприятие полного цикла, объединяющее конструкторское бюро и производство.
Длительное время являлось государственным предприятием. Приказом министра промышленности и торговли РФ № 248 от 2 марта 2011 года получило новое название: ФГУП «НПЦ газотурбостроения „Салют“».
7 апреля 2015 года Федеральное государственное унитарное предприятие «Научно-производственный центр газотурбостроения „Салют“» преобразовано в акционерное общество. Изменение организационно-правовой формы состоялось в соответствии с Указом президента Российской Федерации от 17 мая 2012 года № 621.  В 2019 году предприятие получило своё современное наименование: Производственный комплекс «Салют» АО «ОДК» (ПК «Салют» АО «ОДК»).
Одно из крупнейших предприятий России по производству авиационных двигателей. Расположено в Москве по адресу: проспект Будённого, дом 16 (ближайшая станция метро — «Семёновская» Арбатско-Покровской линии Московского метрополитена).
Производственный комплекс «Салют» принадлежит АО «Объединённая двигателестроительная корпорация» (ОДК). Это предприятие полного цикла, объединяющее научно-исследовательский институт, конструкторское бюро и производство. Производственные задачи решаются головной площадкой в Москве и многочисленными филиалами предприятия.

## История завода

### Дореволюционная история
Современный «Салют» обязан своим появлением трём небольшим авиамоторным заводам, которые в разное время были созданы на территории Российской империи, пока уже в советский период не объединились в одно предприятие.
Первый из них, «Гном», был основан в Москве 19 октября 1912 года и располагался за Семёновской заставой на Николаевской (ныне Ткацкой) улице. Своим созданием завод обязан французской компании «Гном-Рон» (Gnome et Rhône). Завод создавался с целью изготовления небольших двигателей для зарождавшейся русской авиации, начало которой положил указ императора Николая II в августе 1912 года о создании авиационного штаба. Детали для производства двигателей поставлялись непосредственно из Франции, поскольку французы старательно утаивали технологические тонкости своего детища. В годы последующей Первой мировой войны двигатель устанавливался на самолёты «Nieuport-IV» и «Farman-XVI».
Вторым был ещё один московский моторостроительный завод «Сальмсон», основанный французами в августе 1915 года в непосредственной близости от завода «Гном». Техническое руководство предприятием осуществлялось представителями одноимённой французской фирмы. С 1915 по 1917 годы им было выпущено более 400 моторов «Сальмсон».
Третьим предприятием, предтечей современного «Салюта», стал «Трансмиссионный машиностроительный и чугунолитейный завод». Основанный в 1895 году в Риге, а к ноябрю 1909 года переключился на выпуск авиационной техники, приняв название «Мотор». Директор предприятия Фёдор Калеп создал и запатентовал первый в Российской империи авиационный ангар, в 1910 году построил один из первых в Российской империи аэропланов. Калеп на базе 50-сильного поршневого мотора «Гном» создал авиационный мотор собственной конструкции мощностью 60 л. с., названный «Калеп». Уже в ноябре 1911 года первый российский семицилиндровый авиадвигатель К-60 был запущен в серийное производство. В 1912 году Калеп создал новый, более мощный семицилиндровый звездообразный двигатель «Калеп» мощностью 80 л. с., который устанавливался на летательные аппараты типа «Nieuport» и другие самолёты Русского императорского военно-воздушного флота. В 1915 году, в связи с приближением линии фронта Первой мировой войны к Риге «Мотор» был эвакуирован в Москву, в район Замоскворечья. Уже в советский период он переместится на территорию современного «Салюта». В Москве военное ведомство выделило производству новые станки. Помимо моторов Калепа, завод освоил выпуск французского девятицилиндрового двигателя «Рон-110».

### Довоенный период

Часть карты 1912 года. Завод частично располагается на месте Семёновского кладбища, где были захоронения погибших героев и воинов Отечественной войны 1812 года

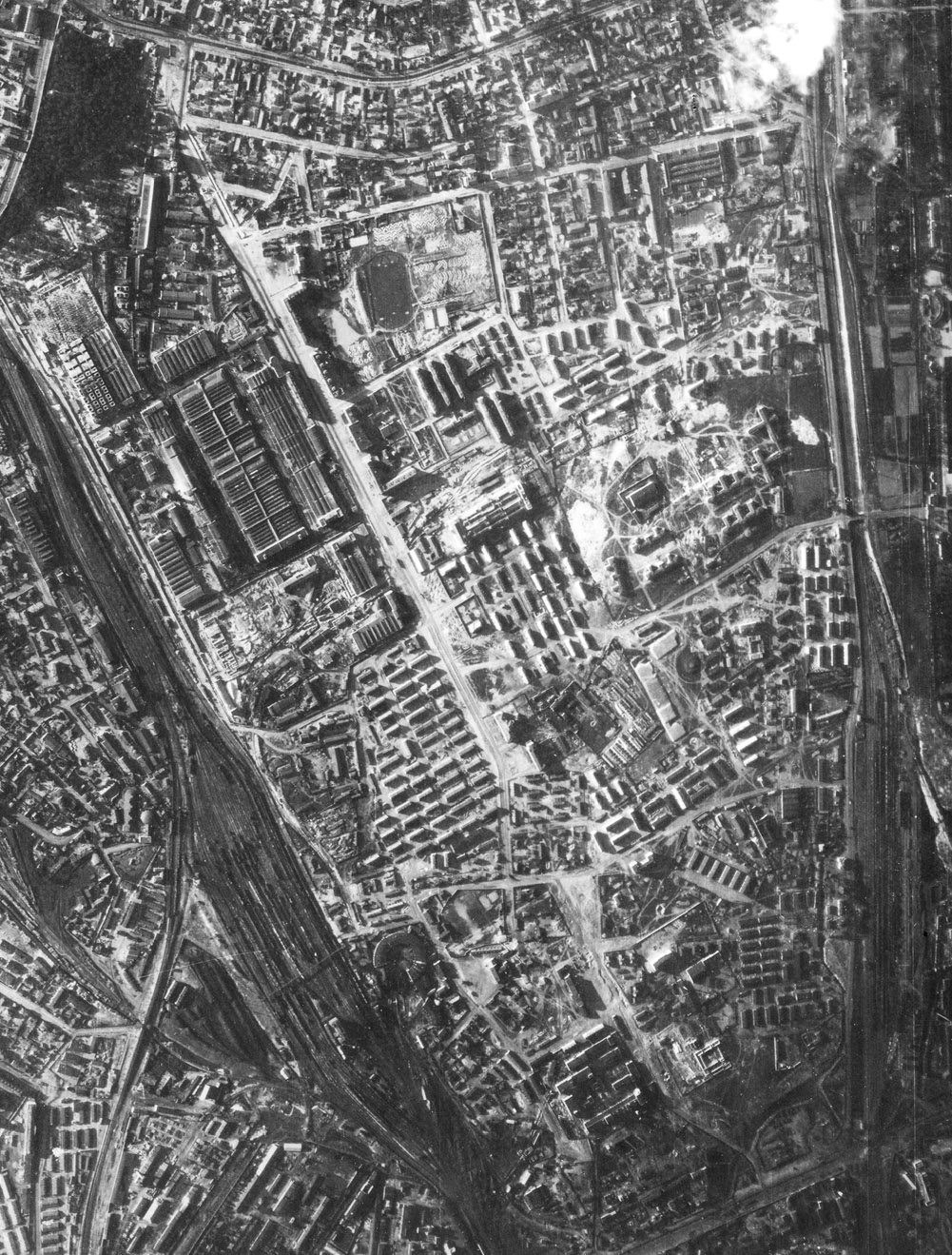
Завод на аэрофотоснимке 1941 года

После Октябрьской революции, декретом Совета Народных Комиссаров РСФСР от 28 июня 1918 года, все авиационные заводы были национализированы. Заводы получили новые наименования: «Гном и Рон» — Госавиазавод № 2, а с 1922 года «Икар»; «Мотор» — Госавиазавод № 4 «Мотор»; «Сальмсон» — Госавиазавод № 6 «Амстро».
Первым мотором, освоенным в послереволюционный период в советской России и практически полностью из российских комплектующих, стал французский мотор водяного охлаждения «Испано-Сюиза» 8ab (по советской номенклатуре — «М-4») мощностью 200 лошадиных сил. Лицензия на выпуск этого мотора была приобретена ещё до революции, а задачу по его освоению ГАЗ № 2 поставили в декабре 1918 года. 31 июля 1920 года состоялся торжественный запуск мотора, который был приурочен к открытию Конгресса III Интернационала.
15 июля 1921 года постановлением Промвоенсовета ГАЗ № 2 стал первым в советской России опытным авиамоторным заводом: «Признать необходимым отделение опытного производства моторов от массового, в виде опытного моторостроительного завода временно избрать завод № 2».
В декабре 1923 года успешно прошёл государственные испытания первый мощный мотор советского производства — 400-сильный мотор М-5, изготовленный заводом № 2 «Икар» на базе американского «Либерти». Работами руководил главный инженер Михаил Макарук. Для работы над этим двигателем впервые в практике советского авиадвигателестроения было создано свое конструкторское бюро. В следующем, 1924 году, началось серийное производство М-5.
На самолёте с двигателем производства «Икар» в 1926 году знаменитый лётчик-испытатель Михаил Громов осуществил трёхдневный перелёт по столицам Европы по маршруту Москва — Берлин — Париж — Вена — Варшава — Москва.
"М-5 являлся первым авиационным двигателем, от начала и до конца самостоятельно внедрённым в производство при советской власти… В приказе Реввоенсовета СССР от 5 апреля 1925 года гордо говорилось: «Мы имеем свой родной советский мотор».
Двигатель М-5 серийно выпускали с 1924 по 1933 годы в Москве на ГАЗ № 2 «Икар» и в Ленинграде, завод «Большевик» (ныне «Обуховский завод»). Этот мотор стал первым по-настоящему массовым советским двигателем 1920-х годов. Всего в СССР было изготовлено 2 829 штук. Двигатели устанавливали на истребителях И-1 и И-2, разведчиках Р-3 и Р-1 — самом массовом самолёте ВВС РККА в 1920-х годы. М-5 на Р-1 принимали участие в конфликте на КВЖД в Китае и против басмачей в Средней Азии.
С 1926 года на заводе № 2 «Икар» начали проектирование и производство моторов уже отечественной конструкции.
В это время главный инженер ГАЗ № 4 «Мотор» Аркадий Швецов спроектировал лёгкий пятицилиндровый двигатель — звездообразный М-11 мощностью всего 100 лошадиных сил. Двигатель устанавливали на двухместном самолёте У-2. Двигатель для знаменитого впоследствии ночного бомбардировщика выпускался на заводе с 1924 по 1927 годы, после чего все работы по нему были переданы на запорожский моторостроительный завод № 9 (ныне филиал АО «ОДК» «ОМО имени П. И. Баранова»).
Знаменитый лётчик-испытатель Михаил Громов, испытывавший самолёт У-2, так высказался о работе двигателя:
«Когда мне поручили испытания самолёта У-2 (По-2) с двигателем М-11, я и не представлял, что этим приобщусь к одному из замечательных достижений нашей авиационной промышленности… Двигатель Аркадия Дмитриевича Швецова оказался на редкость надёжным и выносливым (как выяснилось впоследствии). Он был очень прост и удобен в эксплуатации, как на земле, так и в воздухе. Его мощность, вес, габариты, экономичность и прочие данные как нельзя лучше гармонировали с данными замечательного самолёта Н. Н. Поликарпова. Завершив испытания У-2, я дал самую высокую оценку и самолёту, и двигателю. Впоследствии к этой оценке присоединились тысячи советских летчиков. Наша авиация получила лучший в мире учебный самолёт, на котором многие поколения нашей молодёжи прошли начальное лётное обучение».

В 1924 году завод № 4 «Мотор» был переведён с Даниловской заставы на территорию завода № 6 за Семёновской заставой (современная территория производственного комплекса «Салют»). Новое объединенное предприятие получило название завод № 4.
В 1925 году его работники обращаются к Фрунзе с просьбой, чтобы завод носил его имя. Михаил Васильевич даёт согласие, и завод получает официальное название «Завод № 4 им. М. В. Фрунзе».
В 1927 году по решению правительства заводы № 2 и № 4 были объединены и получили новое наименование: «Завод № 24 им. М. В. Фрунзе». Новый директор предприятия Георгий Королев, будучи в Кремле на приёме, получил согласие на расширение территории. У завода появилась возможность, не прерывая текущих поставок товарной продукции, возвести современные производственные корпуса и развивать предприятие.
В начале 1930-х годов завод № 24 им. М. В. Фрунзе стал площадкой для создания первого мощного авиационного двигателя отечественной разработки.
В ходе освоения М-34 стало очевидно, что серийное производство двигателя нового поколения невозможно осуществить на производственных мощностях 1920-х годов. Масштабная перестройка не прекращалась до самой Великой Отечественной войны: именно тогда завод стал принимать узнаваемые сегодня черты. Всего было построено семь новых корпусов, а численность работников доведена до 10 тысяч человек.
В начале 1933 года завод подошёл к рубежу выпуска в 40 моторов в месяц. К концу года выпустили 790 новых двигателей.
Двигатель М-34 был полностью отечественной разработкой (конструктор Александр Микулин), ничем не уступавшей ведущим моторам того времени, совершенно оригинальной и, в то же время, простой конструкции. Мощность его составляла 750 л. с., при этом двигатель был гораздо неприхотливее зарубежных аналогов — мог работать на бакинском бензине второго сорта.
На тот момент это был самый мощный двигатель в стране. Его сразу стали ставить на тяжёлые бомбардировщики ТБ-3. Всего с базовой версией двигателя выпустили 71 бомбардировщик.
Вместе с тем, Микулин продолжал совершенствовать своё детище. К концу 1932 года у двигателя появился первый в Советском Союзе редуктор. Это позволило существенно увеличить скорость самолёта. Модификация М-34Р была установлена на 173 самолёта ТБ-3.
Затем Микулин сделал для двигателя двухскоростной нагнетатель, который позволял сохранять мощность двигателя с подъёмом на высоту до 5000 м (правда, потом «потолок» уменьшили до 3000 — с односкоростным нагнетателем двигатель работал надёжнее). При этом нагнетатель был съёмным, что позволяло оснащать им ранее выпущенные не модифицированные двигатели. В сентябре 1934 года они пошли в серию. Интересно, что именно в этой модификации двигатель продемонстрировали на авиационной выставке в Париже как лицо отечественного авиапрома.
Логичным шагом стало объединение редуктора и нагнетателя в одной машине. Так появился М-34РН.
Форсирование двигателя увеличило мощность до 1000 лошадиных сил. Опытный образец М-34ФРН на заводе № 24 собрали осенью 1934 года.
Мощность моторов М-34 позволила поднять в воздух самый большой пассажирский самолёт того времени АНТ-20 «Максим Горький». Правда, для этого понадобилось аж 8 модифицированных микулинских двигателя (М-34ФРН).
На самолётах с моторами М-34ФРН (АМ-34ФРН) были установлены мировые рекорды и совершены исторические перелёты.
20 июля 1936 года экипаж знаменитого лётчика-испытателя Валерия Чкалова на одномоторном самолёте АНТ-25 начал беспрецедентный по дальности перелёт в экстремальных условиях советского Севера. За 56 часов 20 минут он пролетел более 9 тысяч километров, из которых свыше пяти тысяч пришлось на ледяные и безлюдные пустоши Баренцева и Охотского морей, а также Северного Ледовитого океана, после чего совершил посадку на острове Удд на Амуре. Полёт прославил микулинское детище.

В газете «Красная Звезда» от 10 августа 1936 года был опубликован знаменитый приказ Наркомтяжпрома:
«Всем моторам типа М-34 присвоить имя конструктора Александра Микулина. В дальнейшем мотор именовать АМ-34».
Днём раньше Микулин был официально назначен главным конструктором завода № 24.
В мае 1937 года звено четырёхмоторных ТБ-3 под началом Михаила Водопьянова высадило папанинскую экспедицию на дрейфующий лёд в район Северного полюса — двигатель завода № 24 в экстремальных условиях сработал без замечаний.
18 июня 1937 года экипаж Валерия Чкалова начал первый в истории перелёт через Северный полюс. За 63 с лишним часа АНТ-25 с двигателем АМ-34ФРН пролетел без посадок и дозаправок более 9 000 км и 20 июня приземлился на аэродроме города Ванкувер. Американцы не поверили в то, что на самолёте стоял советский двигатель. Чкалову даже пришлось показать американцам таблички и шильдики на моторе АМ-34. 

В музее трудовой славы предприятия «Салют» экспонируется письмо чкаловского экипажа, написанное в день возвращения в Москву из США:
«Коллективу завода имени Фрунзе. Товарищи! Возвратившись в родную столицу после выполнения сталинского задания, мы выражаем искреннюю благодарность вам, славному коллективу завода имени Фрунзе, давшему мотор для АНТ-25. В тяжёлые часы слепого полёта… мы верили в совершенство сердца нашего самолёта. И мотор марки вашего завода не подвёл ни разу… В нашем перелёте есть большая доля вашего труда….».

Через месяц после перелета Чкалова, 12 июля 1937 года, стартовал полёт новый трансарктический перелёт экипажа Михаила Громова — на втором экземпляре самолёта АНТ-25 с двигателем АМ-34ФРН за 62 часа 17 минут экипаж долетел до Сан-Джасинто — местечка на границе США и Мексики, установив мировой рекорд дальности беспосадочного полета по прямой (10 148 км). Интересно, что у американцев появление самолёта с надписью «USSR» вызвал настоящий ажиотаж:
«Раскрыв с нашего разрешения капот мотора, американцы были поражены его состоянием: нигде не было ни капли масла. Под капотом была такая же чистота, какой она была и перед полетом… Американцы были поражены потрясающей чистотой».

12 августа 1937 года состоялся старт новейшего дальнего бомбардировщика ДБ-А с четверкой «необъезженных» АМ-35. Ни моторы, ни самолет ещё не бывали в высоких широтах. На борту — два опытнейших механика с запчастями, с инструментом. Возглавлял этот «дуэт» самарец Григорий Побежимов. Командиром отважной шестерки был Герой Советского Союза за номером «2» С. А. Леваневский. Всё будто складывалось нормально, но в районе полюса вдруг навалился циклон. Движки работали, не зная щадящего режима и крайний правый выбыл из строя. Машина погрузилась в облака и затерялась в арктических просторах.
Вскоре после трагического происшествия был незаслуженно репрессирован директор завода № 24 И. Э. Марьямов, технический директор Колосов, заместитель директора А. И. Гельман, начальник производства Судаков-Билименко Г. П., начальник технического сектора ОТК Тарахтунов. Всего около 50 человек.
В 1938 году заводом освоено серийное производство поршневого мотора М-62, разработанного главным конструктором А. Д. Швецовым. Мотор М-62 устанавливался на истребители И-15, И-16, И-153. Начиная с 1939 года — выпускался в больших количествах.
Директор завода В. М. Дубов, проявив дальновидность и решительность, сумел разгрузить предприятие от случайных заказов и настоял на запуске в производство ещё одного мощного микулинского двигателя — АМ-38, которым оснащался одноместный штурмовик Ил-2, ставший главным вкладом завода в Великую Отечественную войну.

### Во время Великой Отечественной войны
В 1941 году перед советскими заводами встала непростая задача — резко увеличить выпуск продукции на существующей базе. Огромные потери первых недель боевых действий, особенно катастрофические в авиации, прекращение производства оборонной продукции в западных областях России, необходимость эвакуации предприятий из зоны военных действий — все эти факторы усиливали нагрузку на работающие предприятия внутри страны, в том числе и на завод № 24 им. М. В. Фрунзе.
Важнейшую роль в создании системы производственной кооперации предприятий наркоматов «военной» и «гражданской» промышленности сыграл сформированный 30 июня 1941 года Государственный Комитет Обороны (ГКО) СССР, который оперативно принимал решения о видах и количестве необходимой продукции, установлении производственных связей отрасли, обязывал наркоматы и ведомства строго соблюдать сроки доставки продукции.
4 июля 1941 года постановлением ГКО для предприятий Наркомата авиапромышленности был утверждён народно-хозяйственный план на третий квартал 1941 года. Для оснащения указанного там количества самолётов требовалось произвести 12 653 авиамоторов. Авиазаводы должны были ежедневно отчитываться перед наркомом А. И. Шахуриным о выполнении планов, а тот, в свою очередь, докладывал Сталину.
Основной продукцией завода № 24 по состоянию на 22 июня 1941 года были моторы АМ-35А и АМ-38 конструкции ОКБ А. А. Микулина. В меньших масштабах выпускались двигатели ГАМ-34бис, предназначенные для торпедных катеров. Для обеспечения бесперебойного производства двигателей на предприятии были приняты все меры для оптимального использования трудовых резервов. В соответствии с Указом Президиума Верховного Совета СССР «О режиме рабочего времени рабочих и служащих в военное время», завод был переведён на круглосуточный режим работы, вводились обязательные сверхурочные работы, выходные предоставлялись 1—2 дня в месяц. Служащие работали по 10 часов в день. Начальники цехов, отделов, мастера практически перешли на казарменное положение.
К этим трудностям добавились систематические бомбардировки, после 22 июля они производились почти каждую ночь.
Из воспоминаний работника завода № 24 Владимира Кашкадамова:
Несмотря на проведенные в цехах беседы, о том, какое важное значение для обороны имеют самолёты — штурмовики, выпуск которых зависит, главным образом, от числа изготовленных нами двигателей, часть рабочих и инженеров без уведомления своих начальников, пошла в военкоматы и, утаив о наличии «брони», была зачислена в Армию. Зачастую уходили специалисты, о которых принято говорить «мастер золотые руки».
После нескольких замен, незадолго до начала войны у нас на заводе появился Главный инженер с фамилией всем известного художника — Куинджи. Инициативный, неутомимый, технически хорошо подготовленный человек. После первых налетов, на четвёртый или пятый день Куинджи мне сказал: Владимир Павлович, меня очень беспокоит мысль, что фашисты, имея подробные сведения о нашем заводе, отдадут распоряжение одному из прорвавшихся самолётов спикировать на завод, сбросить бомбы прицельно. Ведь даже если одна бомба попадет в зону специальных станков, к, примеру, для обработки коленчатых валов или кулачковых валиков, то весь завод будет выведен из строя минимум на год. Такое оборудование наше станкостроение не производит. Подумав немного, он набрал номер директора самолётного московского завода.
После коротких приветствий и вопросов как дела, Куинджи набрал номер телефона одного из московских авиазаводов и попросил одолжить два десятка крупнокалиберных пулеметов ШКАС. Вновь обратившись ко мне сказал:
— Дай указание быстро сконструировать лафеты для пулеметов.
На четвёртый день 20-ть крупнокалиберных пулемётов были установлены в различных точках на крышах заводских корпусов и их светящийся пунктир слился в небе с облачками разрывов снарядов зенитных батарей. Через месяц в воздух над Москвой стали поднимать, в вечернее время, аэростаты воздушного заграждения и необходимость в наших пулемётах отпала.

Несмотря на это, завод № 24 выполнял государственный план выпуска двигателей. В июне было сдано 626 моторов, а в июле уже 762.
Работа завода по выпуску моторов получила высокую оценку. «За образцовое выполнение заданий правительства» Указом от 23 августа 1941 года завод № 24 был награждён орденом Ленина. Награды получили и 97 работников предприятия.
В сентябре-октябре 1941 года положение на центральном фронте резко ухудшилось. Завод № 24 был отмечен на картах лётчиков как вторая важнейшая цель после Кремля. Стало ясно, что продолжать выпуск моторов в условиях непрекращающихся бомбардировок невозможно. Поэтому ГКО было принято решение об эвакуации предприятия в г. Куйбышев (ныне город Самара).
В эвакуацию отправились лучшие специалисты предприятия, включая директора завода М. С. Жезлова и главного инженера А. Л. Куинджи. Эвакуировалось на Восток и ОКБ А. А. Микулина. Для завершения работ в Москве остался заместитель директора М. С. Комаров.
Когда первые эшелоны отправились в Куйбышев, завод ещё продолжал работать. Но даже после полной эвакуации завода, производственные площади и оставшиеся в столице рабочие продолжали служить фронту.
Учитывая потери на фронте и сокращение производства новых авиадвигателей, усилился спрос на ремонт уже существующих, повреждённых двигателей. С этой целью на территории эвакуированного предприятия были развернуты фронтовые авиаремонтные мастерские ФАРМ-24, в которых работало 600 человек. Они имели два отделения — одно для ремонта двигателей семейства «АМ», второе для других моторов. Позже было создано третье отделение по ремонту танковых дизелей В-2. Кроме того, на производственных площадях ФАРМа наладили изготовление минометов. Уже к декабрю 1941 года минометный цех давал в сутки до 20-25 минометов, а в январе 1942 года ежедневно по 45 единиц. Согласованный ударный труд работников завода внёс свой вклад в разгром гитлеровцев под Москвой. Ведь за короткий период с октября 1941 по февраль 1942 было отремонтировано около 2000 авиационных и танковых двигателей, изготовлено более 3600 минометов. Само собой, это было историческим событием для всей страны, но для ФАРМ-24 означало снятие непосредственной угрозы предприятию. Ведь за всю историю Великой Отечественной войны ни одно авиамоторное предприятие не функционировало так близко к линии фронта.
Успешное развитие контрнаступления под Москвой утвердило руководство страны в том, что в столице следует возобновить крупномасштабное производство боевой техники. В Москву стали возвращаться эвакуированные на восток самолётостроительные ОКБ, едва ли не первым из них стал конструкторский коллектив С. В. Ильюшина. Сергей Владимирович выступил с предложением производить Ил-2 в столице, а для минимизации перевозок возобновить в Москве производство моторов АМ-38.
15 февраля 1942 года состоялось решение ГКО, а 24 февраля вышел приказ наркомата авиационной промышленности А. И. Шахурина № 151 об организации на бывшей площадке завода № 24 нового авиамоторного завода № 45. Его директором был назначен Михаил Семёнович Комаров, а главным инженером — Михаил Леонтьевич Кононенко.
Первоначальные планы предусматривали выпуск до конца 1942 года 800 двигателей АМ-38. В действительности в сложнейшем для страны августе 1942 года это чрезвычайно напряжённой задание было пересмотрено в сторону увеличения: в соответствии с решением ГКО к концу года завод № 45 должен был производить по 15 моторов ежесуточно.
Перед Михаилом Семеновичем и всем коллективом встала сверхтрудная задача. Пустые корпуса были занесены снегом, основной корпус механических цехов и корпус сборки были разрушены. По проекту завод включал в себя 20 цехов основного производства и 12 вспомогательных и обслуживающих цехов, расположенных на площади в 25 гектаров. Необходимо было завезти, смонтировать и сдать в эксплуатацию 3000 единиц металлорежущего и кузнечнопрессового оборудования, откорректировать и частично разработать заново технологические процессы, изготовить почти 11 тысяч приспособлений, штампов и инструмента.
Для выполнения такой трудной и важной задачи требовалось восстановить станочный парк. 920 станков с полным комплектом принадлежностей к ним был получен по линии 3-го главка наркомата авиапромышленности из других авиамоторных заводов. Через наркомат внешней торговли были заказаны дополнительные станки в США. Бригады заводчан искали станки даже на путях московских железнодорожных товарных станций, выбирая необходимое оборудование в вагонах, которые по разным причинам не были эвакуированы.
В связи с расширением производства заводу требовались квалифицированные рабочие. В основном приходили подростки и женщины, которым необходимо было овладеть рабочим ремеслом в короткие сроки. Они обучались массовым профессиям поточным методом по принципу «станок-операция», что позволило работникам невысокой квалификации быстро освоить простые операции, входящие в сложный процесс производства авиадвигателя. Основной формой обучения было индивидуальное и бригадное ученичество.
Наконец, после сложной подготовки, первый мотор АМ-38 возрождённого завода был собран, прошёл стендовые и контрольные испытания и отправлен на фронт.
В сентябре 1942 года завод, перевыполнив программу, предусматривавшую изготовление 85 моторов, занял третье место во Всесоюзном соцсоревновании.
Переход к изготовлению двигателя новой модификации АМ-38Ф потребовал от коллектива завода решения широкого круга задач, связанных с переоснащением производства. В апреле 1943 года было сдано 20 вновь освоенных моторов АМ-38Ф для двухместного штурмовика Ил-2. В особый фонд Главного Командования было сдано 20 % сверхплановой продукции. За этот успех заводу было присвоено первое место во Всесоюзном социалистическом соревновании и вручено знамя ГКО.
Всего в 1943 году завод № 45 изготовил 3030 авиационных двигателей и 306 групповых комплектов, отремонтировал 565 моторов, снизил себестоимость АМ-38Ф на 31,5 %.
В 1944 году завод вступил со знаменем ГКО, став одним из лидеров в наркомате авиапромышленности. В первом квартале было выпущено 1023 АМ-38Ф, их себестоимость снижена до 65109 руб. (в 1943 году в среднем — 74292 руб.), вдвое увеличен ресурс.
До конца года завод сдал почти три тысячи моторов АМ-38Ф, около полутора сотен дизелей и 12 АМ-39. Это означало, что ежедневно ВВС получали по 8-9 двигателей, за 4 дня завод обеспечивал постройку полка штурмовиков Ил-2.
В июне 1945 года за героический труд в годы войны завод № 45 Наркомата авиационной промышленности указом Президиума Верховного Совета СССР был награждён высшей наградой — орденом Ленина. 138 работников завода также были награждены орденами и медалями. Это были замечательные труженики, командиры производства, мастера и бригадиры, передовые рабочие — победители соревнования. А в целом это было признание огромных заслуг всего коллектива.
Для двухместного Ил-2 потребовался более мощный двигатель АМ-38Ф, который в 1943 году и освоил завод. В 1944 году было освоено производство дизельного двигателя АЧ-З0Б главного конструктора ЦИАМ А. Д. Чаромского для бомбардировщиков Ер-2 и Пе-8. За годы войны заводом № 45 было произведено 8470 двигателей АМ-38, АМ-38Ф, АМ-39 и АЧ-30Б.

### Послевоенное производство завода
После Победы началась новая эпоха в мировой и отечественной авиации: на смену моторам прошлого поколения приходили реактивные двигатели, труд по освоению производства которых пришлось взять на себя всему трудовому коллективу.
В феврале 1946 года завод № 45 с участием КБ А. М. Люльки и под непосредственным руководством директора завода М. С. Комарова и главного инженера А. А. Куинджи приступил к изготовлению первого отечественного турбореактивного двигателя ТР-1. Это потребовало создания и внедрения новых технологических процессов и производств и реорганизации цехов по агрегатно-узловому принципу. 24-27 февраля 1947 года двигатель ТР-1 прошёл государственные испытания.
В 1947 году на «Салюте» был освоен выпуск первого отечественного турбореактивного двигателя ТР-1 с тягой 1350 кг, который устанавливался на самолёты Су-11, И-211, Ил-22. В 1948 году на заводе освоили серию двигателя РД-45 с тягой 2040 кг и его модификацию РД-45Ф с тягой 2270 кг для МиГ-15 (работы велись под руководством генерального конструктора В. Я. Климова). В 1950 году — серийное производство массового двигателя ВК-1 с тягой 2700 кг и его модификаций (работы велись под руководством генерального конструктора В. Я. Климова), предназначенных для самолётов МиГ-15бис, МиГ-17, Ил-28, Ту-14.
В 1956 году был начат выпуск серии двигателя АЛ-7Ф различных модификаций, которые устанавливались на самолёты Су-7, Су-7Б, Су-9, Су-11, Ту-128. Параллельно серийным изготовлением этих двигателей, в 1963 году начался серийный выпуск КР15-300, в этом же году завод получает современное название «Салют». В 1968 году на заводе освоили серийное производство двигателя Р15Б-300 генерального конструктора С. К. Туманского с тягой 11 200 кг, ставшего основой силовой установки самолёта МиГ-25 и его модификаций.

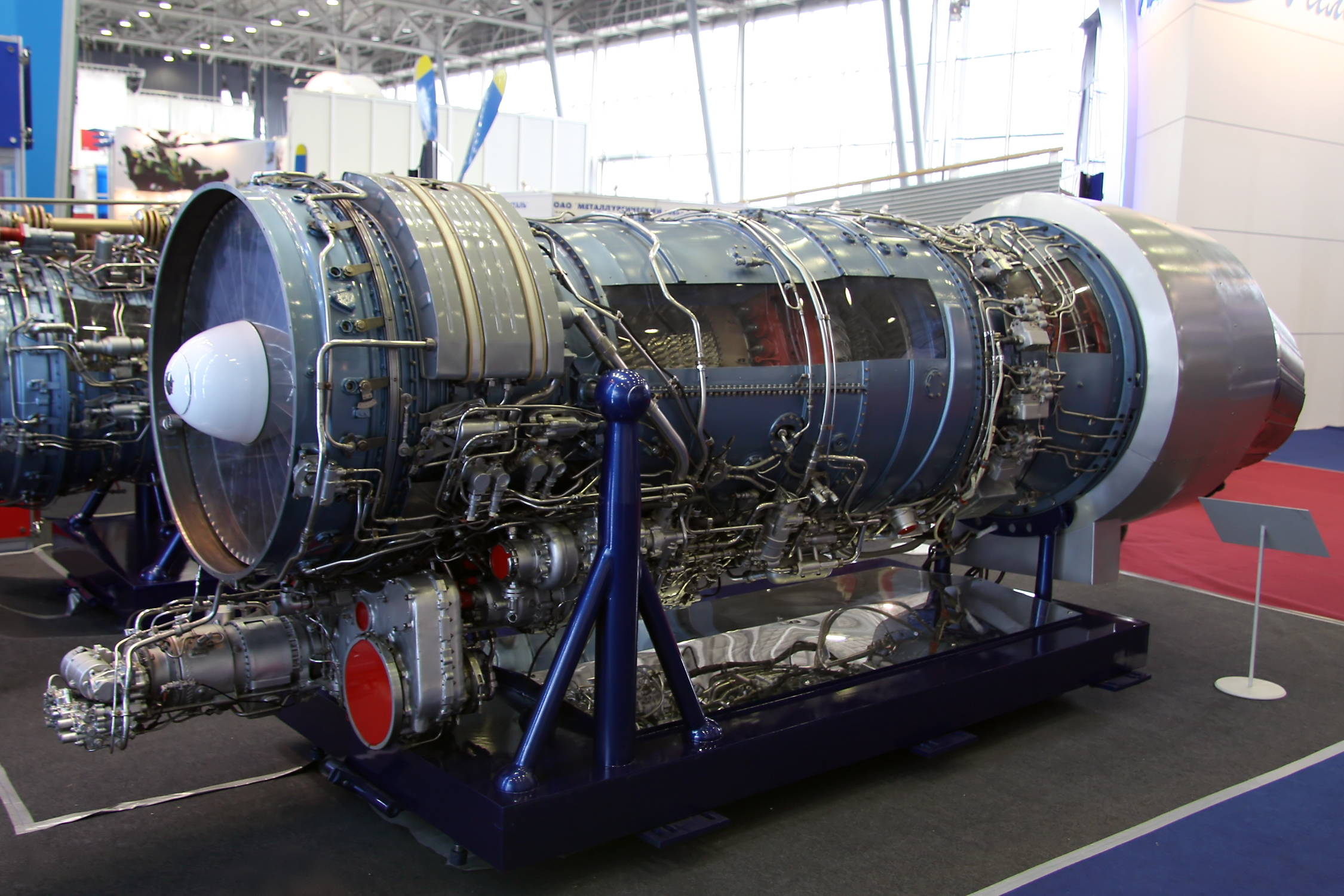
Двигатель АЛ-31ФН

Самым сложным периодом в истории послевоенного «Салюта» стал конец 1960-х — начало 1980-х годов, совпавший с временем, когда предприятие возглавлял директор Александр Горелов.
На момент его прихода в директорское кресло, 1968 год, предприятие производило реактивные двигатели АЛ-7Ф-1 и АЛ-7Ф-2, при этом активно шло освоение производства Р15Б-300. Несмотря на то, что этот процесс не был ещё завершён, руководство дополнительно поставило задачу освоения нового двигателя ОКБ А. М. Люльки АЛ-21Ф, а позднее и двигателя 4-го поколения АЛ-31Ф. За всю свою историю завод одновременно не производил такого количества двигателей, разных по конструкции и сложных в изготовлении. Поэтому освоение АЛ-31Ф ограничивалось пока «горячей» частью двигателя.
В 1981 году завод сдал первую партию из 16 двигателей АЛ-31Ф, а в декабре этого года они уже летали на трёх опытных истребителях Су-27. За свой трудовой подвиг в освоении новой авиационной техники завод в декабре 1982 года был награждён орденом Трудового Красного Знамени.
6 августа 1985 года АЛ-31Ф успешно прошёл государственные испытания. К 1987 году предприятие освоило изготовление компрессора и «холодной» части двигателя.
АЛ-31Ф на 12 % превзошёл АЛ-21Ф-3 по величине тяги на полном форсаже, на 13-15 % оказался экономичнее на крейсерских режимах, на 25 % — легче, имел больший ресурс.
На Западе произвела фурор высокая маневренность самолёта, ярко проявившаяся в знаменитой «кобре Пугачева», где угол атаки достигает 120 градусов, а некоторое время самолёт летит практически хвостом вперёд.
На самолётах, оснащённых этим двигателем, было установлено 27 рекордов по времени набора высоты, установлен рекорд высоты в своём классе — 19 335 м. В марте 1988 года двигатель обеспечил самолёту беспосадочный перелёт протяжённостью в 13 440 км, во время которых были осуществлены четыре дозаправки в воздухе. Су-27 побил рекорды своего конкурента F-15, а многие из зафиксированных достижений до сих пор не удалось превзойти.

## Современное производство
Несмотря на тяжёлые последствия распада СССР, главным достижением 1990-х годов стало то, что «Салют» не только сохранился как предприятие, но и вышел на новый уровень своего развития. Испытав на себе тяжёлые последствия резкого сокращения Гособоронзаказа, завод вышел на международный рынок и наладил изготовление двигателей на экспорт. Огромная заслуга в этом отношении принадлежала директорам Г. К. Язову и Ю. С. Елисееву.
Экспортные заказы помогли «Салюту» не только выжить в это сложное время, но и приступить к модернизации оборудования и выпускаемой продукции. Так, на базе завода было создано собственное конструкторское бюро, которое успешно осуществило ряд модификаций серийного изделия предприятия.
Основная область деятельности — производство газотурбинных авиационных двигателей семейства АЛ-31Ф для боевых самолётов АПК «Сухой» (Су-27, Су-30, Су-33). Совместно с украинским предприятием Мотор Сич выпускаются двигатели АИ-222-25 (учебно-боевой самолёт Як-130), Д-436Т (пассажирские ближнемагистральные самолёты Ан-148 и Ту-334, самолёт-амфибия Бе-200) и Д-27 (грузовой самолёт Ан-70). Предприятие занимается развитием наземной тематики в газотурбостроении — разработка и производство наземных промышленных ГТУ (газотурбинных установок), ядром которых являются снятые с производства и вооружения двигатели АЛ-21. Эти ГТУ вырабатывают тепло и электроэнергию и их мощность позволяет использовать их для полного энергообеспечения небольшого посёлка или микрорайона города. ГТУ мощностью в 20 мегаватт в настоящее время успешно работают в посёлке Ямбург (Ямало-Ненецкий АО), ГТУ мощностью в 60 МВт проходит испытания на ТЭЦ-28 в городе Москве (на Коровинском шоссе). Прочая наземная тематика предприятия включает в себя проект газификатора твёрдых топлив (мусороперерабатывающий завод, в котором дым от сжигаемого мусора не выбрасывается в атмосферу, а определённым образом раскладывается на водород, кислород и шлаки, где водород и кислород подаются в ГТУ для вырабатывания тепла и электричества), опреснительные установки «Каскад» (в настоящее время монтируются в Москве) и прочие проекты.
Ведутся работы по модернизации двигателя АЛ-31Ф и в настоящее время прошёл государственные испытания и принят на вооружение двигатель АЛ-31ФМ1 (модернизация 1) с улучшенными характеристиками. В июне 2008 года государственной комиссией были приняты элементы демонстратора второй очереди модернизации двигателя АЛ-31, в частности новая камера сгорания, температуру в которой удалось довести до 2100 градусов (при заданных параметрах в 2000 градусов). На 2010 год запланирована сдача полного демонстратора второй очереди модернизации двигателя АЛ-31ФМ2.
Предприятие ведёт разработку авиационного двигателя для истребителей «пятого поколения». Наработки по двигателям М1/М2/М3 будут использованы в разработке двигателя пятого поколения. В КБ «Салют» решены многие вопросы: компрессор низкого давления, камера сгорания, турбина высокого давления, всеракурсное сопло с управляемым вектором тяги.
В 2004 году на «Салюте» приступили к освоению производства комплектующих двигателя для нового учебно-боевого самолёта[какого?], которое было полностью завершено в 2015 году.
6 августа 2007 года Указом президента Российской Федерации В. В. Путина, на базе ФГУП ММПП «Салют» создана первая в России корпорация по производству авиационных двигателей. Указ президента стал результатом кропотливой работы по созданию интегрированной структуры из предприятий отрасли. В настоящее время под управлением головного предприятия находятся Воскресенский машиностроительный завод «Салют» (ВМЗ «Салют»), предприятие «Топаз» в Кишинёве (Молдавия), Омское моторостроительное объединение имени П. И. Баранова (ФГУП «ОМО имени П. И. Баранова»), Гаврилов-Ямский машиностроительный завод «Агат» (ГМЗ «Агат») и ряд других предприятий отрасли.
25 декабря 2008 года правительство Российской Федерации опубликовало список из 295 предприятий, которые могут рассчитывать на господдержку в период мирового финансового кризиса. В этот список также вошёл ФГУП ММПП «Салют».
11 января 2009 года предприятие посетил президент России Дмитрий Медведев. Он осмотрел некоторые цеха завода, после чего провёл совещание по стабилизации ситуации в реальном секторе экономики, в котором приняли участие члены правительства и руководители крупных промышленных компаний. Главное, на что обратил внимание президента директор завода, — это рост цен на продукцию отечественной металлургии при общемировой тенденции к их снижению.
С 13 ноября 2010 года по собственному желанию ушёл в отставку генеральный директор предприятия Юрий Елисеев. С приставкой «исполняющий обязанности» на эту должность был назначен Масалов Владислав Евгеньевич.
Приказом министра промышленности и торговли РФ № 248 от 2 марта 2011 года получило новое название: ФГУП «НПЦ газотурбостроения „Салют“».
1 апреля 2011 года, в соответствии с приказом Министерства промышленности и торговли РФ № 18/к-р от 31 марта 2011 года, Масалов В. Е. вступил в должность Генерального директора ФГУП «НПЦ газотурбостроения „Салют“».
В 2012 году завод реализовал 105 двигателей АЛ-31Ф, 33 АИ-222. Отремонтировано 100 двигателей.
7 апреля 2015 года ФГУП «Научно-производственный центр газотурбостроения „Салют“» преобразовано в акционерное общество. Изменение организационно-правовой формы состоялось в соответствии с Указом президента Российской Федерации от 17 мая 2012 года № 621.
В 2019 году предприятие получило своё современное наименование: Производственный комплекс «Салют» АО «ОДК» (ПК «Салют» АО «ОДК»).
Сегодня «Салют» является крупнейшим предприятием по изготовлению и сервисному обслуживанию авиадвигателей.

В кооперации с другими предприятиями[какими?] «Салют» ведёт выпуск деталей и сборочных единиц перспективных двигателей для гражданской авиации и вертолётных двигателей.
С 2002 года Роспотребнадзор регулярно устанавливает превышения ПДК по шуму в жилой застройке района Лефортово, в 230 м от которой располагаются испытательные установки предприятия, не имеющие утверждённой санитарно-защитной зоны. 
В 2009—2010 годах после многолетних попыток снизить воздействие шумом и инфразвуком на окружающую жилую застройку было принято решение о выводе испытательных стендов и иных грязных производств из города к 2017 году. Но в 2019 году установлено, что не один из трёх проверенных стендов не соответствует санитарным нормам. Жители районов Лефортово и Соколиной Горы создали инициативную группу противодействия незаконной деятельности предприятия. Последний раз превышения были установлены 25 мая 2020 года.

### Санкции
Из-за вторжения России на Украину предприятие находится под санкциями Евросоюза и США.